# Ferrari Daytona SP3

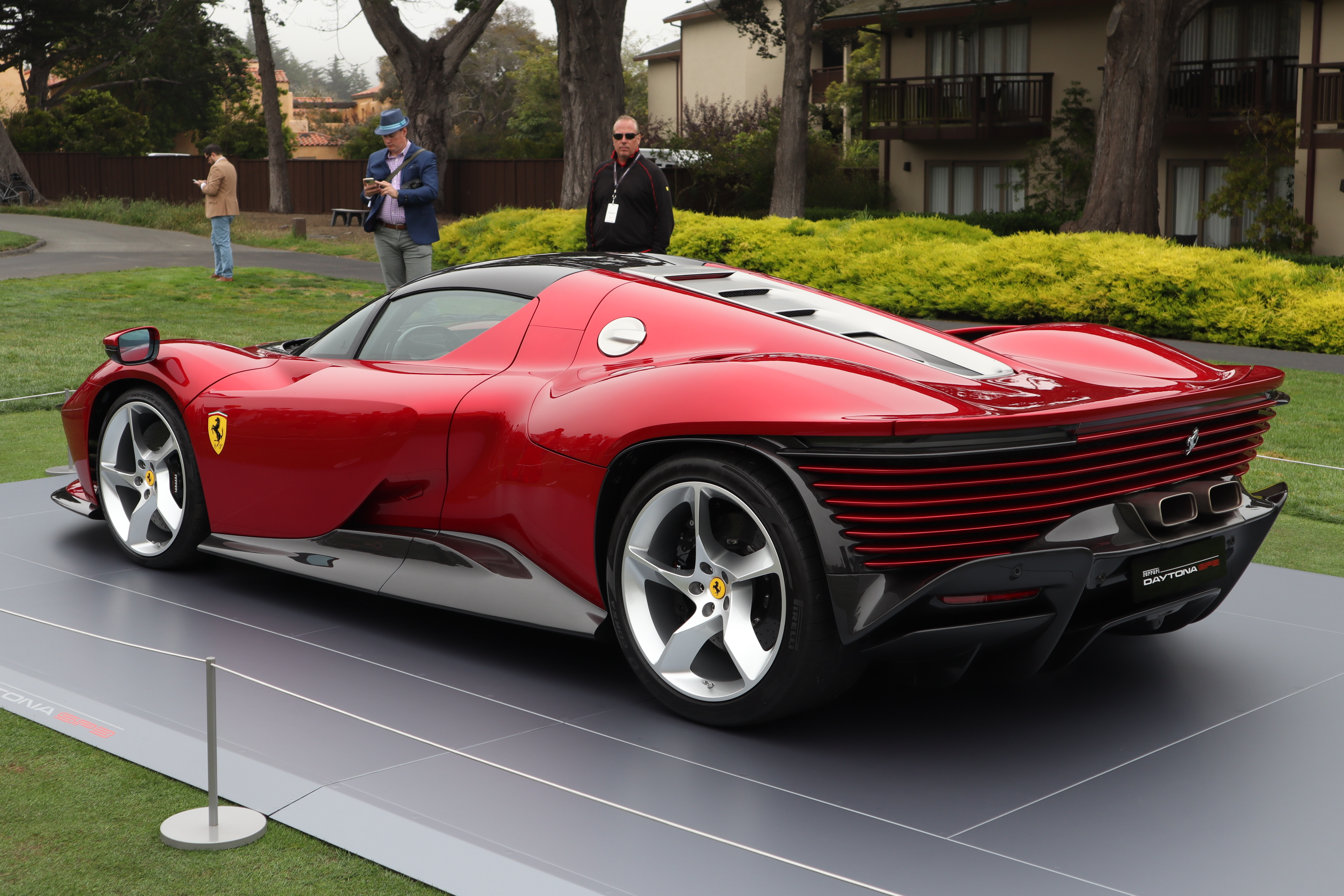
Heckansicht

Der Ferrari Daytona SP3 ist ein Sportwagen des italienischen Automobilherstellers Ferrari. Er wurde im November 2021 in Mugello vorgestellt und war noch im November ausverkauft.

## Beschreibung
Nach den Monza SP1 und SP2 ist der Daytona SP3 eine weitere limitierte Version (599 geplante Exemplare sowie ein weiteres Modell zur Versteigerung für eine Wohltätigkeitsorganisation) der sogenannten „Icona“-Serie von Ferrari. Der Zweisitzer ist eine Hommage an das 24-Stunden-Rennen von Daytona 1967, in dem ein Ferrari 330 P3/4, ein Ferrari 330 P4 und ein Ferrari 412 P die ersten drei Plätze belegten. Die äußere Form des Daytona SP3 erinnert an die 330er-Reihe von Ferrari, beispielsweise durch die umlaufende Windschutzscheibe oder das herausnehmbare Targadach. Ein Stoffnotdach ist unter der Fronthaube untergebracht. Die Lamellen am Heck dienen auch als Stoßfänger. Die Schmetterlingstüren haben Luftleitkanäle zu den Lufteinlässen. Unter dem Fahrzeugboden wird Luft abgesaugt.
Im Innenraum sind weitere Elemente von anderen Modellen wie dem Ferrari 312 P inspiriert. Der Rückspiegel arbeitet mit Videotechnik.
Das Fahrgestell des Wagens besteht komplett aus kohlenstofffaserverstärktem Kunststoff (CFK), wie er in der Formel 1 zum Einsatz kommt. Auch die Karosserie wird aus Verbundwerkstoffen gefertigt. Die Sitze sind fest eingebaut; um die Sitzposition der Körpergröße des Fahrers anzupassen, lassen sich die Pedale verstellen. 56 Prozent des Fahrzeuggewichts liegen auf der Hinterachse. Die Lenkung ist elektrohydraulisch. Die elektronische Traktionshilfe (Ferrari Dynamic Enhancer, FDE), obgleich Generation 6.1, ist abschaltbar.

## Technische Daten
Der Motor basiert technisch auf dem Ferrari 812 Competizione. So kommt der hochdrehende 6,5-Liter-V12-Saugmotor ohne Aufladung zum Einsatz, der mit einer Leistung von 618 kW (840 PS) bei 9250/min jedoch 30 kW stärker ist. Bei 9500/min wird der Motor abgeregelt. Weiter werden auch im Motor rennsportähnlich besonders leichte Materialien verwendet. Seine Ansaugkanäle sind geometrisch veränderbar; diese Technik lässt sich durch den Zylinderbankwinkel von 65 Grad gut unterbringen.
Auf 100 km/h soll der Daytona SP3 in 2,85 Sekunden beschleunigen, die Höchstgeschwindigkeit gibt Ferrari mit über 340 km/h an.
|                         | Daytona SP3                          |
| ----------------------- | ------------------------------------ |
| Motor                   | V12, hinten längs (Heck-Mittelmotor) |
| Motorbezeichnung        | F140 HC                              |
| Bankwinkel              | 65°                                  |
| Ventile/Nockenwellen    | 4 pro Zylinder/4                     |
| Hubraum                 | 6496 cm³                             |
| Bohrung × Hub           | 94,0 × 78,0 mm                       |
| Verdichtung             | 13,6:1                               |
| Leistung bei 1/min      | 618 kW (840 PS)/9250                 |
| Drehmoment bei 1/min    | 697 Nm/7250                          |
| Antrieb                 | Hinterrad                            |
| Getriebe                | 7-Gang-Doppelkupplung                |
| Trockengewicht          | 1485 kg                              |
| Tankvolumen             | 86 l                                 |
| EU-Normverbrauch/100 km | 15,5 l Super Plus                    |
| CO2-Ausstoß             | 352 g/km                             |
| Vmax                    | >340 km/h                            |
| 0–100 km/h              | 2,85 s                               |
| 0–200 km/h              | 7,4 s                                |

## Zulassungszahlen
Im Jahr 2023 sind in Deutschland insgesamt 18 Daytona SP3 neu zugelassen worden. 2024 waren es 42 Fahrzeuge der Baureihe.
|  |

|  |

|  |

|  |

|  |

|  |

|  |

|  |

|  |

|  |

|  |

|  |

|  |

|  |

|  |

|  |

|  |

|  |

|  |

|  |

|  |

|  |

|  |

|  |

|  |

|  |

|  |

|  |

|  |

|  |

|  |

|  |

|  | Benziner (60) |

|  | Benziner (60) |

## Trivia
- Im Mai 2022 stellte Lego unter der Nummer 42143 ein Modell des Daytona SP3 vor; es hat 3778 Bausteine.[11]
- In der Schweiz und Liechtenstein wurden im Jahr 2023 zehn Ferrari Daytona SP3 neu zugelassen.[12]